# The Best of Illusion
The Best of Illusion – pierwszy album kompilacyjny polskiej hardrockowej grupy Illusion, wydany 8 listopada 2011 roku, który zawiera największe przeboje zespołu i wzbogacony jest o dodatkowe dwa nowe utwory
Illusion sformowało się ponownie po 12 latach przerwy w czerwcu 2011 roku właśnie przy okazji wydania tego albumu. Grupa poinformowała także o mini-trasie składającej się z trzech koncertów. 8 sierpnia 2011 roku na antenie Eska Rock premierę miał pierwszy z dwóch nowych utworów pt. „Solą w oku”, zaś nieco  później zaprezentowano także teledysk. 31 października 2011 roku za pośrednictwem Eski Rock zaprezentowano drugi nowy utwór grupy pt. „Tron”.

## Lista utworów
Źródło.
| Nr  | Tytuł utworu        | Album                    | Długość |
| --- | ------------------- | ------------------------ | ------- |
| 1.  | „To, co ma nadejść” | Illusion 3 (1995)        | 5:23    |
| 2.  | „B.T.S.”            | Illusion 2 (1994)        | 3:50    |
| 3.  | „Fame”              | Illusion (1993)          | 2:38    |
| 4.  | „Na luzie”          | Illusion (1993)          | 5:38    |
| 5.  | „Cierń”             | Illusion (1993)          | 4:36    |
| 6.  | „Nikt”              | Illusion 3 (1995)        | 4:09    |
| 7.  | „Vendetta”          | Illusion 3 (1995)        | 3:16    |
| 8.  | „Adubi”             | Illusion 6 (1998)        | 4:06    |
| 9.  | „140”               | Illusion 3 (1995)        | 2:49    |
| 10. | „Wojtek”            | Illusion 2 (1994)        | 3:20    |
| 11. | „Nóż”               | Illusion 2 (1994)        | 4:35    |
| 12. | „Tylko”             | Illusion 2 (1994)        | 2:32    |
| 13. | „Tron”              | wcześniej niepublikowany | 3:43    |
| 14. | „Solą w oku”        | wcześniej niepublikowany | 3:29    |
|     |                     |                          | 54:04   |

## Twórcy
Źródło.
- Tomasz Lipnicki – gitara, wokal prowadzący, produkcja (1-2, 6-8, 10-14)
- Jerzy Rutkowski – gitara, produkcja (1-2, 6-8, 10-14)
- Jarosław Śmigiel – gitara basowa, produkcja (1-2, 6-8, 10-14)
- Paweł Herbasch – perkusja, produkcja (1-2, 6-8, 10-14)
- Grzegorz Guziński – gościnnie wokal (3, 10)
- Krzysztof Jarkowski – gościnnie gitara (5)
- Adam Toczko – inżynieria dźwięku (1-12), miksowanie (1-2, 6-8, 10-12), produkcja (1-2, 6-8, 10-12), realizacja nagrań (1-2, 6-8, 10-12)
- Szymon Sieńko – miksowanie (13-14), produkcja (13-14), realizacja nagrań (13-14)
- Tomasz Bonarowski – miksowanie (1-2, 6-7, 10-12), produkcja (1-2, 6-7, 10-12), realizacja nagrań (1-2, 6-7, 10-12)